# Rock That Body
Rock That Body is de vierde single van de Amerikaanse band The Black Eyed Peas uit hun vijfde studioalbum The E.N.D..

## Hitnotering
| "Rock That Body" in de Nederlandse Top 40 - binnen: 27-02-2010 | "Rock That Body" in de Nederlandse Top 40 - binnen: 27-02-2010 | "Rock That Body" in de Nederlandse Top 40 - binnen: 27-02-2010 | "Rock That Body" in de Nederlandse Top 40 - binnen: 27-02-2010 | "Rock That Body" in de Nederlandse Top 40 - binnen: 27-02-2010 | "Rock That Body" in de Nederlandse Top 40 - binnen: 27-02-2010 | "Rock That Body" in de Nederlandse Top 40 - binnen: 27-02-2010 | "Rock That Body" in de Nederlandse Top 40 - binnen: 27-02-2010 | "Rock That Body" in de Nederlandse Top 40 - binnen: 27-02-2010 |
| Week                                                           | 1                                                              | 2                                                              | 3                                                              | 4                                                              | 5                                                              | 6                                                              | 7                                                              |                                                                |
| -------------------------------------------------------------- | -------------------------------------------------------------- | -------------------------------------------------------------- | -------------------------------------------------------------- | -------------------------------------------------------------- | -------------------------------------------------------------- | -------------------------------------------------------------- | -------------------------------------------------------------- | -------------------------------------------------------------- |
| Nummer                                                         | 39                                                             | 30                                                             | 26                                                             | 17                                                             | 23                                                             | 32                                                             | 40                                                             | uit                                                            |

| "Rock That Body" in de Nederlandse Single Top 100 - binnen: 13-03-2010 | "Rock That Body" in de Nederlandse Single Top 100 - binnen: 13-03-2010 | "Rock That Body" in de Nederlandse Single Top 100 - binnen: 13-03-2010 | "Rock That Body" in de Nederlandse Single Top 100 - binnen: 13-03-2010 | "Rock That Body" in de Nederlandse Single Top 100 - binnen: 13-03-2010 | "Rock That Body" in de Nederlandse Single Top 100 - binnen: 13-03-2010 | "Rock That Body" in de Nederlandse Single Top 100 - binnen: 13-03-2010 | "Rock That Body" in de Nederlandse Single Top 100 - binnen: 13-03-2010 | "Rock That Body" in de Nederlandse Single Top 100 - binnen: 13-03-2010 | "Rock That Body" in de Nederlandse Single Top 100 - binnen: 13-03-2010 | "Rock That Body" in de Nederlandse Single Top 100 - binnen: 13-03-2010 | "Rock That Body" in de Nederlandse Single Top 100 - binnen: 13-03-2010 |
| Week                                                                   | 1                                                                      | 2                                                                      | 3                                                                      | 4                                                                      | 5                                                                      | 6                                                                      | 7                                                                      | 8                                                                      | 9                                                                      | 10                                                                     |                                                                        |
| ---------------------------------------------------------------------- | ---------------------------------------------------------------------- | ---------------------------------------------------------------------- | ---------------------------------------------------------------------- | ---------------------------------------------------------------------- | ---------------------------------------------------------------------- | ---------------------------------------------------------------------- | ---------------------------------------------------------------------- | ---------------------------------------------------------------------- | ---------------------------------------------------------------------- | ---------------------------------------------------------------------- | ---------------------------------------------------------------------- |
| Nummer                                                                 | 38                                                                     | 46                                                                     | 45                                                                     | 52                                                                     | 40                                                                     | 66                                                                     | 78                                                                     | 74                                                                     | 58                                                                     | 96                                                                     | uit                                                                    |

| "Rock That Body" in de Vlaamse Ultratop 50 - binnen: 20-03-2010 | "Rock That Body" in de Vlaamse Ultratop 50 - binnen: 20-03-2010 | "Rock That Body" in de Vlaamse Ultratop 50 - binnen: 20-03-2010 | "Rock That Body" in de Vlaamse Ultratop 50 - binnen: 20-03-2010 | "Rock That Body" in de Vlaamse Ultratop 50 - binnen: 20-03-2010 | "Rock That Body" in de Vlaamse Ultratop 50 - binnen: 20-03-2010 | "Rock That Body" in de Vlaamse Ultratop 50 - binnen: 20-03-2010 | "Rock That Body" in de Vlaamse Ultratop 50 - binnen: 20-03-2010 | "Rock That Body" in de Vlaamse Ultratop 50 - binnen: 20-03-2010 | "Rock That Body" in de Vlaamse Ultratop 50 - binnen: 20-03-2010 | "Rock That Body" in de Vlaamse Ultratop 50 - binnen: 20-03-2010 | "Rock That Body" in de Vlaamse Ultratop 50 - binnen: 20-03-2010 | "Rock That Body" in de Vlaamse Ultratop 50 - binnen: 20-03-2010 | "Rock That Body" in de Vlaamse Ultratop 50 - binnen: 20-03-2010 | "Rock That Body" in de Vlaamse Ultratop 50 - binnen: 20-03-2010 | "Rock That Body" in de Vlaamse Ultratop 50 - binnen: 20-03-2010 | "Rock That Body" in de Vlaamse Ultratop 50 - binnen: 20-03-2010 | "Rock That Body" in de Vlaamse Ultratop 50 - binnen: 20-03-2010 |
| Week                                                            | 1                                                               | 2                                                               | 3                                                               | 4                                                               | 5                                                               | 6                                                               | 7                                                               | 8                                                               | 9                                                               | 10                                                              | 11                                                              | 12                                                              | 13                                                              | 14                                                              | 15                                                              | 16                                                              | 17                                                              |
| --------------------------------------------------------------- | --------------------------------------------------------------- | --------------------------------------------------------------- | --------------------------------------------------------------- | --------------------------------------------------------------- | --------------------------------------------------------------- | --------------------------------------------------------------- | --------------------------------------------------------------- | --------------------------------------------------------------- | --------------------------------------------------------------- | --------------------------------------------------------------- | --------------------------------------------------------------- | --------------------------------------------------------------- | --------------------------------------------------------------- | --------------------------------------------------------------- | --------------------------------------------------------------- | --------------------------------------------------------------- | --------------------------------------------------------------- |
| Nummer                                                          | 40                                                              | 14                                                              | 8                                                               | 6                                                               | 6                                                               | 4                                                               | 8                                                               | 8                                                               | 8                                                               | 6                                                               | 6                                                               | 16                                                              | 27                                                              | 34                                                              | 36                                                              | 44                                                              | 46                                                              |

Will.i.am · Apl.de.ap · Taboo · Fergie